# Limnophila (Dasylimnophila) velitor
Limnophila (Dasylimnophila) velitor is een tweevleugelige uit de familie steltmuggen (Limoniidae). De soort komt voor in het Afrotropisch gebied.